# Jelenec
Jelenec (Hongaars: Gímes) is een Slowaakse gemeente in de regio Nitra, en maakt deel uit van het district Nitra.
Jelenec telt 2.033 inwoners.
Tot de jaren '80 was de gemeente in meerderheid Hongaarstalig. Tegenwoordig zijn de Hongaren een minderheid (542 van de 2033 inwoners zijn Hongaar in 2011). De gemeente maakt onderdeel uit van de Hongaarstalige enclave Zoboralja.
Bezienswaardig is de in de bergen gelegen burcht Hrad Gýmeš.

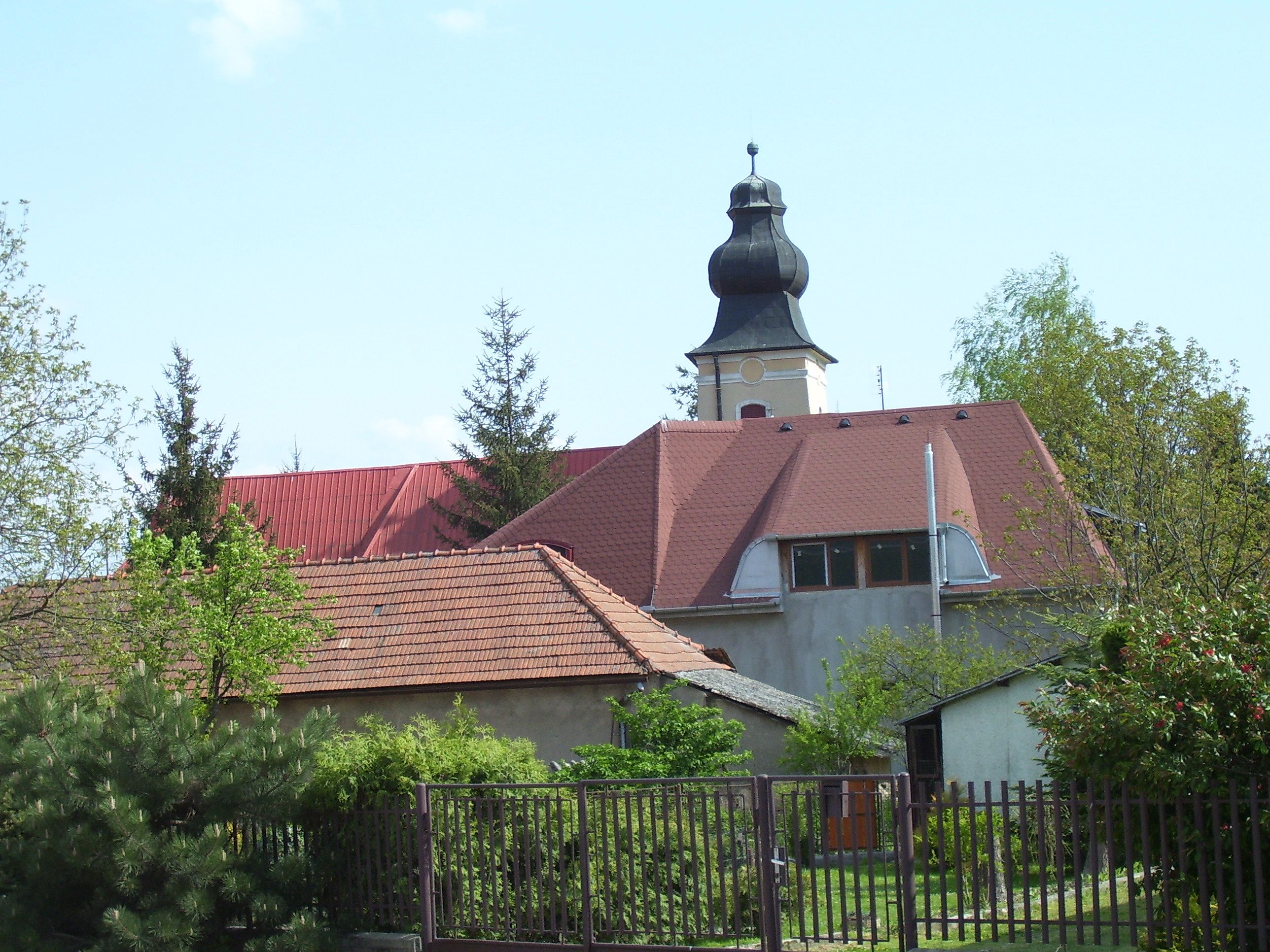
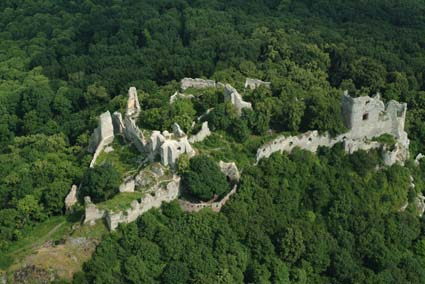
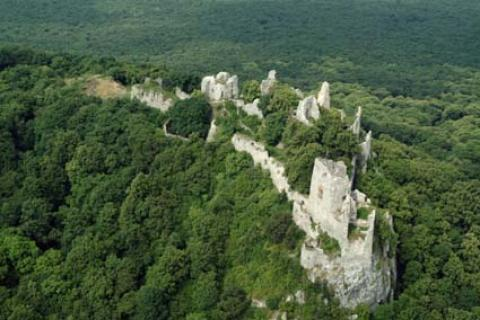
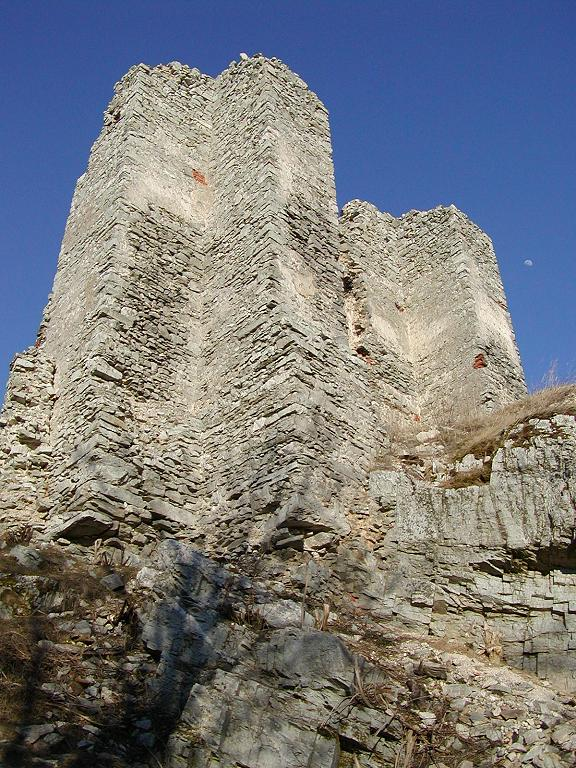
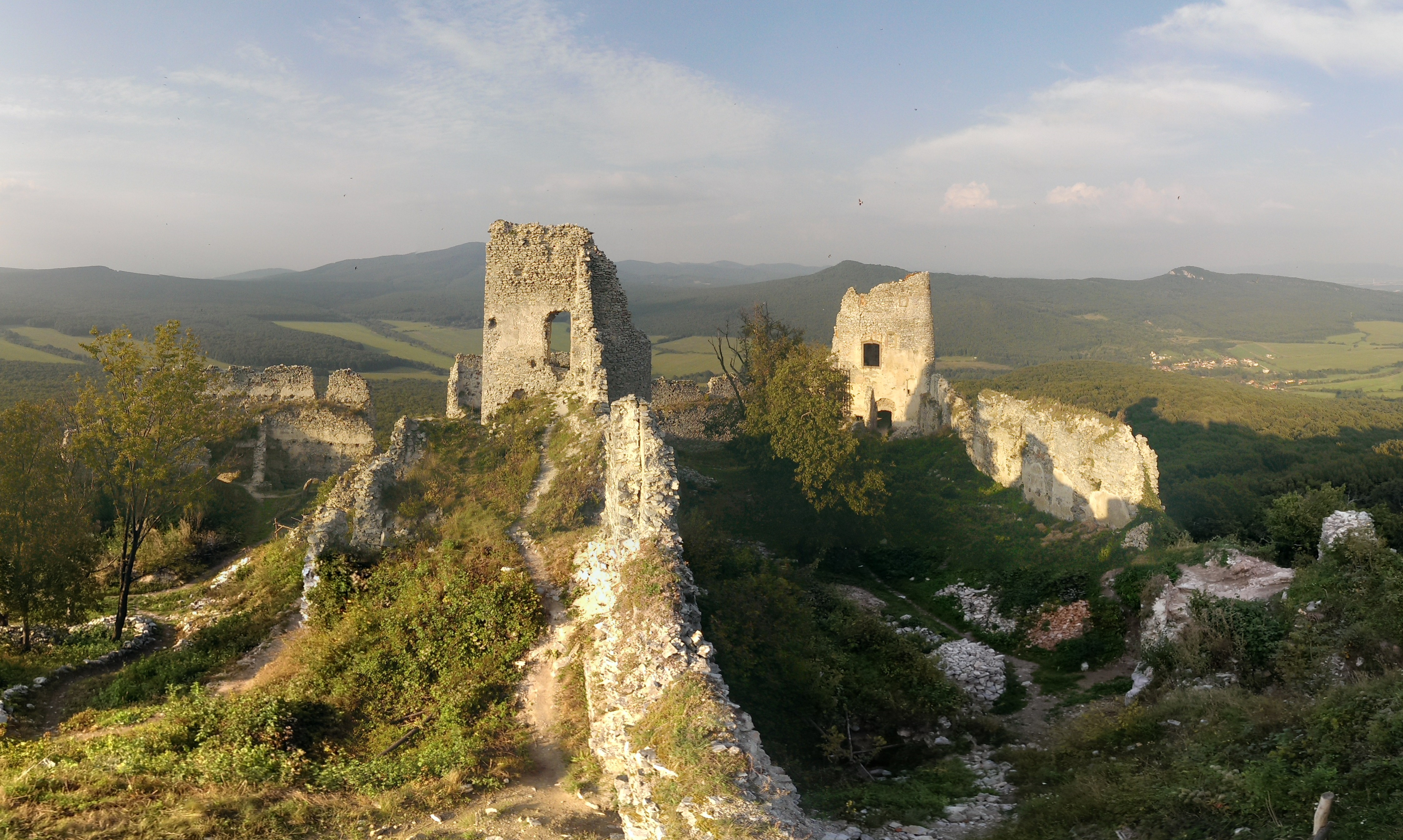